# Katharine Susannah Prichard
Katharine Susannah Prichard (Levuka, Fiyi, 4 de diciembre de 1883 - Greenmount, Australia Occidental, 2 de octubre de 1969) fue una escritora australiana y miembro fundadora del Partido Comunista de Australia.

## Biografía
Prichard nació en Levuka (Fiyi) y pasó su infancia en Launceston (Tasmania), antes de mudarse a Melbourne, en donde ganó una beca para el South Melbourne College. Su padre, Tom Prichard, fue editor del periódico The Sun News-Pictorial. Katharine trabajó como institutriz y periodista en Victoria y posteriormente viajó a Inglaterra en 1908. Su primera novela, The Pioneers (1915), ganó una competencia literaria organizada por la editorial Hodder & Stoughton. Luego de regresar a Australia, publicó las novelas Windlestraws y Black Opal.
Prichard se mudó con su esposo, el héroe de guerra Hugo Vivian Hope Throssell, a Greenmount (Australia Occidental) en 1920 y vivió allí durante la mayor parte del resto de su vida. En 1933, mientras Prichard estaba de visita en la Unión Soviética, Throssell se suicidó después de que sus negocios fracasaran durante la Gran Depresión. La pareja tuvo un hijo, Ric Throssell, quien se convertiría en un diplomático y escritor. 
Prichard fue uno de los miembros fundadores del Partido Comunista de Australia en 1921 y fue continuó siendo miembro por el resto de su vida. Durante los años 1930, trabajó apoyando Segunda República Española y otras causas izquierdistas. 
Su dos novelas más conocidas, Working Bullocks (1926) y Coonardoo (1929), fueron escritas en Australia Occidental durante los primeros años de su matrimonio. Working Bullocks narra los traumas físicos y emocionales de los trabajadores madereros en el suroeste australiano, mientras que Coonardoo describe las relaciones entre los hombres blancos y las mujeres africanas en el noroeste de Australia.
Prichard murió en su hogar en Greenmount en 1969.

## Obras

### Novelas
- Subtle Flame (1967)
- Winged Seeds (1950)
- Golden Miles (1948)
- The Roaring Nineties (1946)
- Moon of Desire (1941)
- Intimate Strangers (1939)
- Haxby's Circus (1930)
- Coonardoo (1929)
- The Wild Oats of Han (1928)
- Working Bullocks (1921)
- Black Opal (1921)
- Windlestraws (1916)
- The Pioneers (1915)

### Cuentos
- N'Goola (1959)
- Potch and Colour (1944)
- Kiss on the Lips (1932)

### Drama
- Brumby Innes (1940)

### Poesía
- The Earth Lover and Other Verses (1932)
- Clovelly Verses (1913)

### Autobiografía
- Child of the Hurricane (1964)